# کربونیل سولفید
کربونیل سولفید(به انگلیسی: Carbonyl sulfide) یک ترکیب شیمیایی است که با فرمول OCS یا COS نمایش داده می‌شود.
ترکيبی شیمیایی است و در میدان الکتریکی جهت گیری میکند